# Alan Cemore
Alan Cemore (* 1958 in Wisconsin, USA) ist ein US-amerikanischer Opernsänger (Bariton).

## Leben
Cemore stand als Kind bereits auf der Theaterbühne und wuchs quasi damit auf. Er absolvierte ein erfolgreiches Gesangsstudium in Iowa und studierte anschließend in Frankfurt an der Musikhochschule sowie in Indiana.
Sein Debüt gab Cemore beim Spoleto-Festival in Charleston/USA. Es folgten unzählige Auftritte auf internationaler Bühne, so z. B. an der Metropolitan Opera und in der Carnegie Hall in New York sowie beim Festival of Perth in Australien. Ferner folgten Auftritte in Italien und Irland. In Deutschland war Cemore, unter anderem, in Bremen und Saarbrücken tätig. Auch für Radio- und Fernsehproduktionen wurde er engagiert.
Von 2006 bis 2011 zählte Cemore zum Ensemble des Schleswig-Holsteinischen Landestheaters. Er lebt seither mit seiner Familie in Flensburg.
Unter den zahlreichen Gesangswettbewerben, die er gewinnen konnte, gehörte auch der Internationale Musikwettbewerb der ARD in München.
Seit Ende 2010 ist er ehrenamtlicher American-Football-Trainer des Herrenteams der Flensburg Sealords.